# René Maltez
René Mauricio Maltez Vasquez (Chicacao, Suchitepéquez, Guatemala, 29 de diciembre de 1994) es un futbolista guatemalteco. Es uno de los que se desarrolló futbolísticamente en las divisiones inferiores del Deportivo Suchitepéquez y juega en la posición de mediocampista.
Debut y Su Primer Gol
Corría el Minuto 82 entre Deportivo Suchitepéquez y Halcones F.C. cuando Walter Claverí y ordenó el ingreso de René Maltez por Gonzalo Pizzichillo.
En ese momento se produjo el debut en la Liga Nacional de un muchacho surgido de la categoría Sub-17 de los venados, que por sus condiciones fue llevado a la sub-20 y ascendió al equipo mayor en el que su primer partido llegó a los 16 años y 77 días.
Pero eso no fue todo, porque en el último suspiro del encuentro disputado el sábado 16 de marzo, este nobel futbolista que se desempeña como defensa o volante por izquierda anotó el tercer gol para Suchitepéquez, convirtiéndose en el segundo goleador más joven en la historia de la Liga Nacional.

## Clubes
| Club                                  | País      | Año             |
| ------------------------------------- | --------- | --------------- |
| Club Social y Deportivo Suchitepéquez | Guatemala | 2013 - Presente |

- Datos: Q16300906